# Вашингтон Тауншип (округ Франклін, Пенсільванія)
Вашингтон Тауншип (англ. Washington Township) — селище (англ. township) в США, в окрузі Франклін штату Пенсільванія. Населення — 14 897 осіб (2020).

## Демографія
Згідно з переписом 2010 року, у селищі мешкало 14 009 осіб у 5551 домогосподарстві у складі 4063 родин. Було 5996 помешкань
Расовий склад населення:
| - 95,1 % — білих - 1,7 % — чорних або афроамериканців - 1,1 % — азіатів - 0,2 % — корінних американців |

До двох чи більше рас належало 1,2 %. Частка іспаномовних становила 2,3 % від усіх жителів.
За віковим діапазоном населення розподілялося таким чином: 22,9 % — особи молодші 18 років, 60,6 % — особи у віці 18—64 років, 16,5 % — особи у віці 65 років та старші. Медіана віку мешканця становила 42,0 року. На 100 осіб жіночої статі у селищі припадало 96,9 чоловіків;  на 100 жінок у віці від 18 років та старших — 95,6 чоловіків також старших 18 років.
Середній дохід на одне домашнє господарство  становив 70 651 долар США (медіана — 57 797), а середній дохід на одну сім'ю — 81 091 долар (медіана — 66 779). Медіана доходів становила 48 631 долар для чоловіків та 36 745 доларів для жінок. За межею бідності перебувало 6,4 % осіб, у тому числі 9,5 % дітей у віці до 18 років та 5,9 % осіб у віці 65 років та старших.
Цивільне працевлаштоване населення становило 7006 осіб. Основні галузі зайнятості: освіта, охорона здоров'я та соціальна допомога — 19,3 %, виробництво — 15,3 %, роздрібна торгівля — 13,6 %.